# Казах-Кечу
Казах-Кечу — уничтоженное селение, располагавшееся на территории современного Ачхой-Мартановского района Чечни.

## География
Располагался на правом берегу реки Сунжи, на северо-западе от Самашки, напротив укрепления Преградный Стан.

## История

Движение отряда к Казах-Кичу, в котором принимал участие М. Ю. Лермонтов

«Начало Сунженской линии было положено в 1809 году, когда командовавший Владикавказским округом генерал Дельпоццо, после добровольного присоединения живших в верховьях Сунжи и по Ассе ингушей, поставил в их селении Назрань гарнизон, а на среднем течении Сунжи, в урочище Казак-Кичу (Казачий брод) заложил передовое укрепление Казак-Кичинское.
В феврале 1832 года селения Алхан-Юрт, Закан-Юрт, Казак-Кичу, Галой-юрт, Албури, Большой Кулар и Малый Кулар были уничтожены отрядом Вельяминова.
В 1840 году отряд генерала Аполлон Галафеева совершил поход к аулу Казах-Кичу. В экспедиции принимал участие поэт М. Ю. Лермонтов:

После двухдневного отдыха последовал бой у Ачхой-аула. Из лагеря на р. Натахе отряд через аулы Чильчихи и Казах-Кичу 15 июля вернулся в крепость Грозную. 26 сент. отряд через Ханкальское ущелье выступил к р. Аргун и овладел аулами Белгатой и Герменчуком. 4 окт. произошел бой при взятии Шали. После 15 окт. отряд вернулся в Грозную.